# Eduardo Pironio
Eduardo Francisco Pironio (9 de Julio, 3 de diciembre de 1920-Ciudad del Vaticano, 5 de febrero de 1998), también conocido como el cardenal Pironio, fue un cardenal católico argentino: el sexto agregado al Colegio cardenalicio, y el primer latinoamericano que desempeñó un cargo en la Curia romana al momento de su creación cardenalicia.
Ordenado presbítero en la Basílica de Nuestra Señora de Luján el 5 de diciembre de 1943, fue rector del Seminario Metropolitano de Villa Devoto en la arquidiócesis de Buenos Aires, decano de la Facultad de Teología de la Pontificia Universidad Católica Argentina y Visitador Apostólico a las universidades católicas de la Argentina. En 1964 fue designado obispo auxiliar de la arquidiócesis de La Plata, participando como padre conciliar en la III y IV sesión del Concilio Vaticano II.
Como secretario general del Consejo Episcopal Latinoamericano (CELAM), Pironio ejerció marcada influencia en la II Conferencia General del Episcopado Latinoamericano en Medellín (1968), que definió el perfil de la Iglesia latinoamericana post-conciliar.
Fue administrador apostólico de la diócesis de Avellaneda en 1968, y obispo de la diócesis de Mar del Plata desde su designación el 19 de abril de 1972 hasta el 20 de septiembre de 1975. También en 1972 sería elegido presidente del CELAM y como tal le correspondió la aplicación de las «conclusiones de Medellín». El opúsculo de su autoría titulado «En el espíritu de Medellín. Escritos pastorales marplatenses II» (1976) tuvo una amplia difusión en América Latina. Su prédica comprometida con la opción preferencial por los pobres, en línea con lo proclamado por la Iglesia latinoamericana en la conferencia de Medellín, le valió ser tildado por algunos de comunista. 
En 1975 fue promocionado por el papa Pablo VI a Prefecto de vida consagrada y sociedades de vida apostólica y trasladado a Roma. Dicho traslado se da en un clima de hostilidad hacia su persona caracterizado por reiteradas amenazas a su vida durante el gobierno constitucional de María Estela Martínez de Perón que un año después finalizaría con el golpe de Estado de 1976.
Creado cardenal en el consistorio del 24 de mayo de 1976, fue designado pro-prefecto (1975-76), y luego prefecto (1976-84) de la Congregación para los Religiosos y los Institutos Seculares. Fue profundamente apreciado por el papa Pablo VI, quien le pidió que fuera su confesor personal. Juan Pablo II lo designó presidente del Pontificio Consejo para los Laicos (1984-1996). Hombre de una profunda cultura teológica y espiritual, Pironio se distinguió por su afabilidad, por su continua prédica sobre la esperanza y sobre la Virgen María, madre de Jesús, y por su trayectoria eclesial impecable. Al momento de su fallecimiento, algunos medios lo consideraron el prelado argentino más encumbrado de la Historia.
El teólogo argentino Juan Carlos Scannone ubica las elaboraciones teológicas de Pironio como una de las cuatro ramas de la teología de la liberación, denominándola Teología de la Liberación desde la Praxis Pastoral. En el concepto de  P. M. Etchepareborda, refrendado por el miembro de la Comisión Teológica Internacional Carlos Galli, Pironio fue «un teólogo de la esperanza y de los signos de los tiempos». El arzobispo Óscar Arnulfo Romero sintió amistad y solidaridad con él, a quien consideró entre los «padres de la Iglesia latinoamericana», junto con el cardenal Aloísio Lorscheider, el obispo Sergio Méndez Arceo, el arzobispo Hélder Câmara, el obispo Leonidas Proaño, y el cardenal Paulo Evaristo Arns.
En septiembre de 2024, el Monseñor Eduardo Francisco Pironio fue declarado Ciudadano Ilustre post mortem de la Provincia de Buenos Aires, por el Honorable Senado Bonaerense. Este Proyecto de Ley, fue impulsado por la Senadora por Nueve de Julio, Male Defunchio.

## Biografía

### Familia
Eduardo Francisco Pironio nació el 3 de diciembre de 1920, en la ciudad argentina de Nueve de Julio, provincia de Buenos Aires, siendo el vigésimo segundo hijo de un matrimonio de inmigrantes italianos, Giuseppe Pironio y Enrica Rosa Buttazzoni, provenientes ya como matrimonio de la región de Friuli en 1898.

Si tuviera que hablar de mi vida, comenzaría con mi familia y, en particular, con mi madre, que fue una mujer sencilla pero de fe profunda. Yo soy el vigésimo segundo hijo, el último nacido, y tengo que reconocer que en esta historia hay algo de milagroso. Mis padres eran italianos. Cuando nació el primer hijo, mi madre tan sólo tenía 18 años y se enfermó gravemente. Durante seis meses estuvo en cama, sin poder moverse. Cuando se recuperó los médicos le dijeron que no podría tener más hijos pues, de lo contrario, su vida correría un grave riesgo.
Al no saber qué hacer, mi madre fue a consultar al obispo auxiliar de La Plata, quien la tranquilizó y celebró una misa pidiendo protección.
Más tarde dio a luz a 21 hijos, yo soy el último. Pero lo mejor no acaba aquí, pues después fui nombrado obispo auxiliar de La Plata, precisamente en el cargo de aquél que había bendecido a mi madre. El día de mi ordenación episcopal el arzobispo me regaló la cruz pectoral de aquel obispo, sin saber la historia que había detrás. Cuando le revelé al arzobispo que debía la vida al propietario de aquella cruz, lloró.
Eduardo Pironio

Su padre, falleció de una apendicitis cuando Eduardo tenía apenas ocho años.

### Sacerdocio
Su vocación religiosa fue incentivada por su madre, y tras finalizar la formación primaria, a los doce años, ingresó al seminario San José de La Plata, de donde egresó cinco años después.
Su ordenación sacerdotal fue el 5 de diciembre de 1943, en la Basílica de Nuestra Señora de Luján, a manos del obispo Anunciado Serafini, a la edad de veinte y tres años; incardinándose en la entonces diócesis de Mercedes.

Pasó a desempeñarse como docente en el Seminario Pío XII de Mercedes en la provincia de Buenos Aires. Por quince años se dedicaría a la formación de futuros sacerdotes.

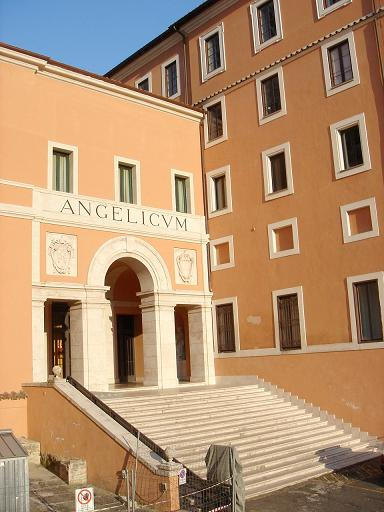
Universidad Angelicum de Roma, donde Pironio cursó Teología entre 1953 y 1955.

Tras realizar estudios en la Universidad Angelicum (1953-1955), obtuvo la licenciatura en Teología. Su Tesis versó acerca de «La Paternidad Divina en los escritos de Dom Columba Marmion».
A su retorno a la Argentina, continuó su trabajo como formador en los seminarios de Mercedes y de La Plata, hasta su nombramiento como vicario general. El 8 de diciembre de 1958, fundó el Instituto Secular «Misioneras de Jesucristo Sacerdote» en la localidad de Mercedes, con la consagración de las tres primeras Misioneras.
A partir de 1960, fue rector y profesor del Seminario Metropolitano de Villa Devoto en la arquidiócesis de Buenos Aires y, simultáneamente, fue miembro y decano de la Facultad de Teología de la Universidad Católica Argentina, cargos que ocuparía hasta 1963 inclusive. En ese año se desempeñó como visitador apostólico a las universidades católicas de la Argentina. El papa Juan XXIII lo designó para participar en la segunda sesión del Concilio Vaticano II en calidad de perito.

### Episcopado
El 24 de marzo de 1964, el papa Pablo VI lo nombró obispo titular de Ceciri y obispo auxiliar de La Plata. Fue consagrado el 31 de mayo del mismo año, en la Basílica de Nuestra Señora de Luján, a manos del arzobispo Antonio José Plaza.
Eligió como lema episcopal: «Cristo entre vosotros, la esperanza de la gloria», una frase de la epístola a los Colosenses 1:27. El tema de la esperanza estaría presente de forma continua en su predicación y en sus escritos.
Pironio participó en carácter de Padre conciliar en las sesiones tercera y cuarta del Concilio Vaticano II. Desarrollaría su ministerio como obispo auxiliar de La Plata durante tres años. El 2 de diciembre de 1967, fue nombrado administrador apostólico de Avellaneda durante un periodo de sede vacante, cargo que ejerció hasta la posesión del nuevo obispo Antonio Quarracino, el 3 de agosto de 1968. También fue elegido asesor nacional de la Acción Católica Argentina, función que desempeñó durante tres años.

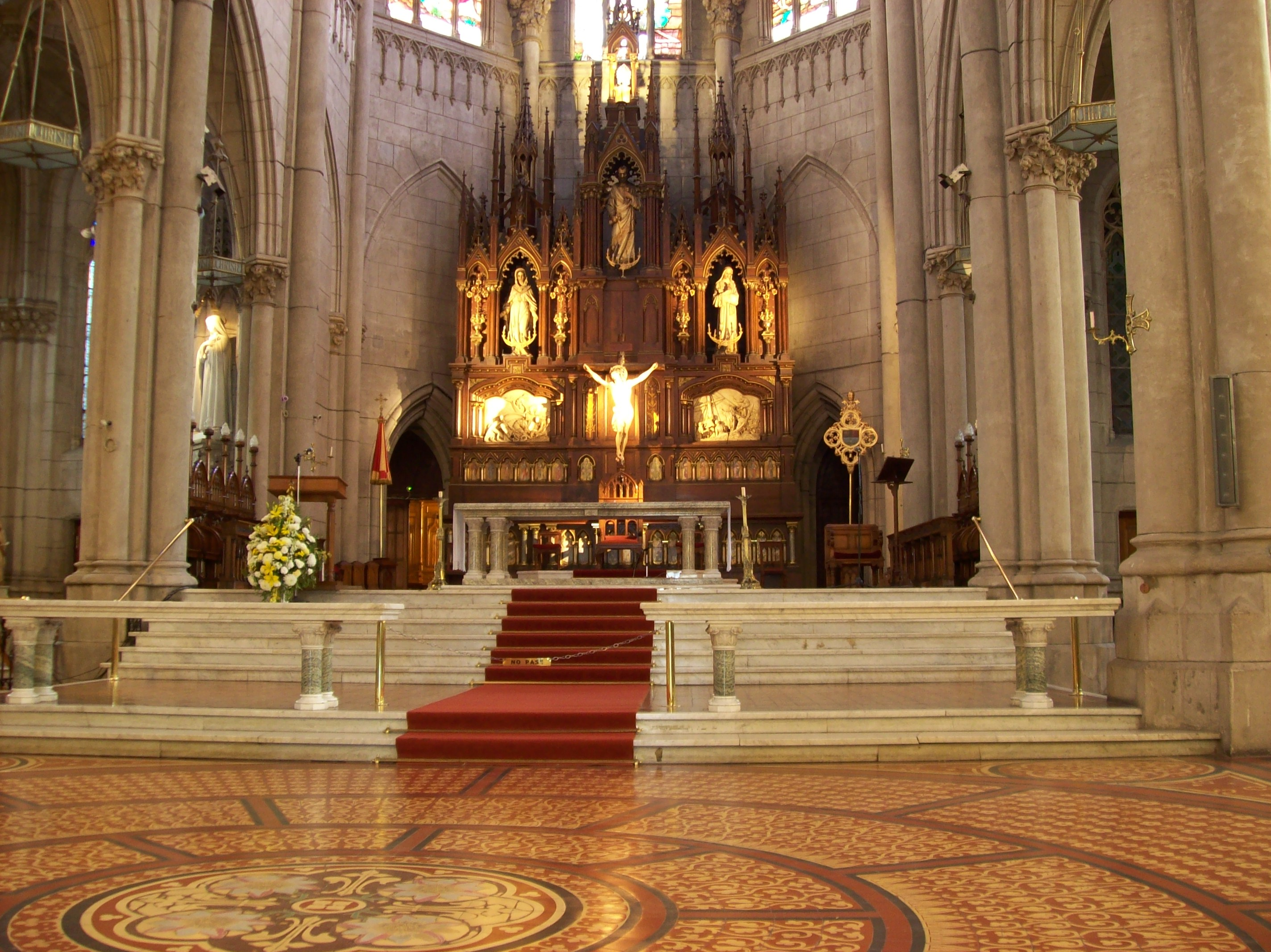
Altar de la Catedral de Mar del Plata. Pironio fue obispo diocesano entre 1972 y 1975.

El 19 de abril de 1972, fue nombrado obispo de Mar del Plata. Tomó posesión canónica el 26 de mayo del mismo año. Allí tendría su ejercicio episcopal más destacado, aunque también doloroso por las amenazas de muerte que recibió.
Trabajó en la Consejo Episcopal Latinoamericano (CELAM) durante muchos años, primero como secretario general (1967-1972) y luego como presidente desde noviembre de 1972. Esto lo puso en posición de oficiar de secretario general en la II Conferencia General del Episcopado Latinoamericano en Medellín (24 de agosto al 6 de septiembre de 1968), caracterizada por su enfático compromiso con los pobres y oprimidos de América Latina. Más tarde participó de la III y de la IV Conferencia, que tuvieron lugar en Puebla (1979), y en Santo Domingo (1992) respectivamente.

### Teología de la liberación
Pironio, como gran parte de la Iglesia latinoamericana, adhirió y desarrolló los principios de la teología de la liberación aparecida en Medellín, de la que fue uno de sus fundadores. Juan Carlos Scannone ubica las elaboraciones teológicas de Pironio como una de las cuatro ramas de la teología de la liberación, denominándola Teología de la Liberación desde la Praxis Pastoral. El propio Scannone sintetiza la teología de Pironio con estas palabras:

Esta teología acentúa el carácter integral y evangélico de la liberación, enfocándola preferentemente desde una perspectiva bíblica y eclesial. "Adopta el lenguaje liberador, pero insiste en sus fundamentos bíblicos y de espiritualidad, sin entrar directamente a reflexionar en los aspectos políticos" (cfr. E Pironio). Aunque no adopta la mediación socioanalítica, sino la ética-antropológica, no deja de tener en cuenta en su discurso teológico algunos datos estadísticos aportados por las ciencias sociales. Con respecto a los tres niveles del término "liberación", acentúa más la especificidad de ellos que su unidad. Su óptica coincide con la de una parte del episcopado latinoamericano, y tiende a tener menos en cuenta la explicitación teológica de la praxis liberadora propia de los laicos, quienes por su misión se comprometen más con la política.

### Clima de violencia y amenazas
A mediados de la década de 1970, existía una marcada convulsión política y social en la Argentina, representada por la última etapa del gobierno constitucional de María Estela Martínez de Perón y el inicio de la última dictadura militar en 1976. La popularidad de Pironio había aumentado y, en aquel marco de inseguridad, el obispo y personas de su entorno recibieron acusaciones y amenazas. Se desconoce el origen de las amenazas de muerte hacia el cardenal. Desde distintos sectores se asoció a los agresores con fuerzas paramilitares conocidas como la Triple A y organizaciones de derecha o, alternativamente, con organizaciones guerrilleras tales como Montoneros o el ERP, que no se identificaban con el magisterio de conciliación de la Iglesia. 

Su vida corría peligro por aquel entonces. En vísperas del golpe militar del 1976, fue amenazado de muerte reiteradas veces. Tras aparecer pintadas callejeras en algunos edificios, colegios católicos, y en las paredes de la Catedral de Mar del Plata la inscripción "Pironio Montonero", tuvo que desalojar el edificio del arzobispado por amenazas concretas de bomba. Su prédica comprometida con la Iglesia latinoamericana le valió el mote de comunista utilizado por parte de los mismos sectores políticos y militares que asesinaron al padre Carlos Mugica en 1974, su discípulo espiritual y amigo.
Primo Corbelli

El 9 de mayo de 1975 fue secuestrada la decana de la Universidad Católica de Mar del Plata, María del Carmen Maggi, muy cercana al obispo, como mensaje intimidatorio hacia él. Para Pironio, esa fue «una espina dolorosísima que lo hirió mucho». El cadáver de esta profesora joven aparecería un año después, el 23 de marzo de 1976, día anterior al golpe de Estado de 1976, y aún hoy se desconoce la autoría de su asesinato.
En 1975, el gobierno de María Estela Martínez de Perón le habría ofrecido a Pironio proveerle custodia personal, oferta que rechazó argumentando:

No puedo aceptar eso. Primero, porque confío en la protección de Dios. Segundo, porque considero inaceptable que un obispo desarrolle su labor rodeado de guardaespaldas. En tercer lugar, porque pueden atentar y no solo matarme a mí, sino matar a un custodio; y su vida vale tanto como la mía.
Eduardo Pironio

Como consecuencia de dichas amenazas, en 1975 la Santa Sede decidió trasladarlo a Roma.

### Curia romana

#### Pontificado de Pablo VI

Pablo VI creó cardenal a Pironio en el consistorio del 24 de mayo de 1976.

El 20 de septiembre de 1975, fue nombrado arzobispo titular de Thiges y pro-prefecto de la Congregación para los Religiosos y los Institutos Seculares. Fue creado cardenal por el papa Pablo VI durante el consistorio del 24 de mayo de 1976, con el titulus de cardenal diácono de Santos Cosme y Damián; convirtiéndose en el sexto argentino en ser incorporado al Colegio Cardenalicio.
Tres días más tarde, el 29 de mayo, fue designado prefecto de la misma congregación, donde permanecería hasta el 8 de abril de 1984. Desde allí catalizó los cambios que las diversas congregaciones e institutos de vida consagrada debieron realizar a la luz del Concilio Vaticano II. Pablo VI tuvo gran empatía con Pironio, e hizo de él su confesor personal.
Tanto en el cónclave de agosto de 1978 tras la muerte de Pablo VI, como en el cónclave de octubre luego del fallecimiento de Juan Pablo I, fue considerado potencial candidato a papable. 

#### Pontificado de Juan Pablo II
El 8 de abril de 1984, el papa Juan Pablo II lo nombró presidente del Consejo Pontificio para los Laicos, pocos días antes del Domingo de Ramos, cargo que ocupó hasta el 20 de agosto de 1996. Muy amigo del obispo salvadoreño Óscar Arnulfo Romero y del prepósito general de los jesuitas Pedro Arrupe, los vaticanistas consideraron a Pironio parte del sector progresista y estimaron que su designación al frente del dicasterio de los laicos habría significado para él un virtual destierro.
Según el cardenal Camillo Ruini vicario de Roma, Pironio dijo en una entrevista de 1995: "Me parecía haber retrocedido a un cargo de serie B", en referencia a su nombramiento por Juan Pablo II en 1984 como presidente del Pontificio Consejo para los Laicos, pero más tarde se habría dado cuenta de que eso había sido una promoción, "porque los laicos son la mayoría del pueblo de Dios".
Durante el gobierno dictatorial de Jorge Rafael Videla, el cardenal Pironio visitó con frecuencia la Argentina, aunque no aceptó recibir a familiares de las víctimas de la represión ni a organizaciones de derechos humanos. Sí logró entrevistarse varias veces con el general Videla. Al visitar Mar del Plata, el 2 de septiembre de 1979, expresó:

Ahora en Europa se comprende mejor a la Argentina [...] Hay quienes siempre buscan lo negativo [...] pero el rostro de la Argentina se ve muy positivamente.
Eduardo Pironio

Sin embargo, uno de los biógrafos de Juan Pablo II señaló que fue el cardenal Pironio y el secretario de Estado de la Santa Sede Agostino Casaroli quienes favorecieron una definición clara de la Santa Sede ante el régimen militar argentino en relación con el drama de «los desaparecidos». Juan Pablo II, quien había asumido como papa el 16 de octubre de 1978, se encontraba en una disyuntiva: si hacía una declaración en contra del régimen militar argentino, corría el riesgo de poner en peligro la mediación papal en el conflicto del Beagle para evitar la guerra entre Argentina y Chile. Finalmente, se consideró que la defensa de la vida era prioritaria y, en el Ángelus del 28 de octubre de 1979, el papa habló públicamente del tema:

Así, con ocasión de los encuentros con peregrinos y obispos de América Latina, en especial de Argentina y Chile, se recuerda frecuentemente el drama de las personas perdidas o desaparecidas. [...] Pidamos que se acelere la anunciada definición de las posiciones de los encarcelados y se mantenga un compromiso riguroso de tutelar, en cada circunstancia en que se requiere, la observancia de las leyes, el respeto a la persona física y moral, incluso de los culpables o indiciados de infracciones. [...] En el contexto de estas diversas y dolorosas noticias que llegan de diferentes partes del mundo, se me presenta ante los ojos el no lejano encuentro con los Representantes de la Organización de las Naciones Unidas, el 2 del corriente mes de octubre. Deseo recordar las palabras que entonces dije sobre el tema de los derechos fundamentales e inviolables del hombre, como condición indispensable para la paz, tanto en todo el mundo, como en el interior de cada unos de los países y comunidades de pueblos. El camino real, el camino fundamental que conduce a la paz «pasa a través de cada hombre, a través de la definición, el reconocimiento y el respeto de los derechos inalienables de las personas y de las comunidades de los pueblos».
Juan Pablo II

### Cofundador de las JMJ
Como presidente del Pontificio Consejo para los Laicos, Pironio realizó la propuesta de instituir la Jornada Mundial de la Juventud (JMJ), de la cual se lo considera cofundador. Fue el responsable de esas jornadas y acompañó a Juan Pablo II en Buenos Aires (1987), Santiago de Compostela (1989), Częstochowa (1991), Denver (1993) y Manila (1995).
Juan Pablo II recordó el gran aporte del cardenal Pironio a las JMJ en la misa de su funeral, el sábado 7 de febrero de 1998:

"¿Cómo olvidar la gran aportación que dio a las celebraciones de las Jornadas mundiales de la juventud? Quisiera dar gracias públicamente aquí a este hermano nuestro, que me prestó una gran ayuda en el ejercicio de mi ministerio petrino".
Juan Pablo II

El 22 de junio de 1987, optó por el orden de cardenal presbítero, y su diaconía fue elevada a título pro illa vice. El 11 de julio de 1995, fue promovido a cardenal obispo de Sabina-Poggio Mirteto. Pironio participó de todos los Sínodo de los obispos, ordinarios y extraordinarios.
Al momento de su fallecimiento en 1998, Pironio era miembro del Consejo de la Segunda Sección de la Secretaría de Estado de la Santa Sede, de la Congregación para las Iglesias Orientales, de la Congregación para las Causas de los Santos, de la Congregación para los Obispos, de la Congregación para la Evangelización de los Pueblos, de la Congregación para la Educación Católica, del Pontificio Consejo para la Interpretación de los Textos Legislativos y de la Pontificia Comisión para América Latina.

### Fallecimiento

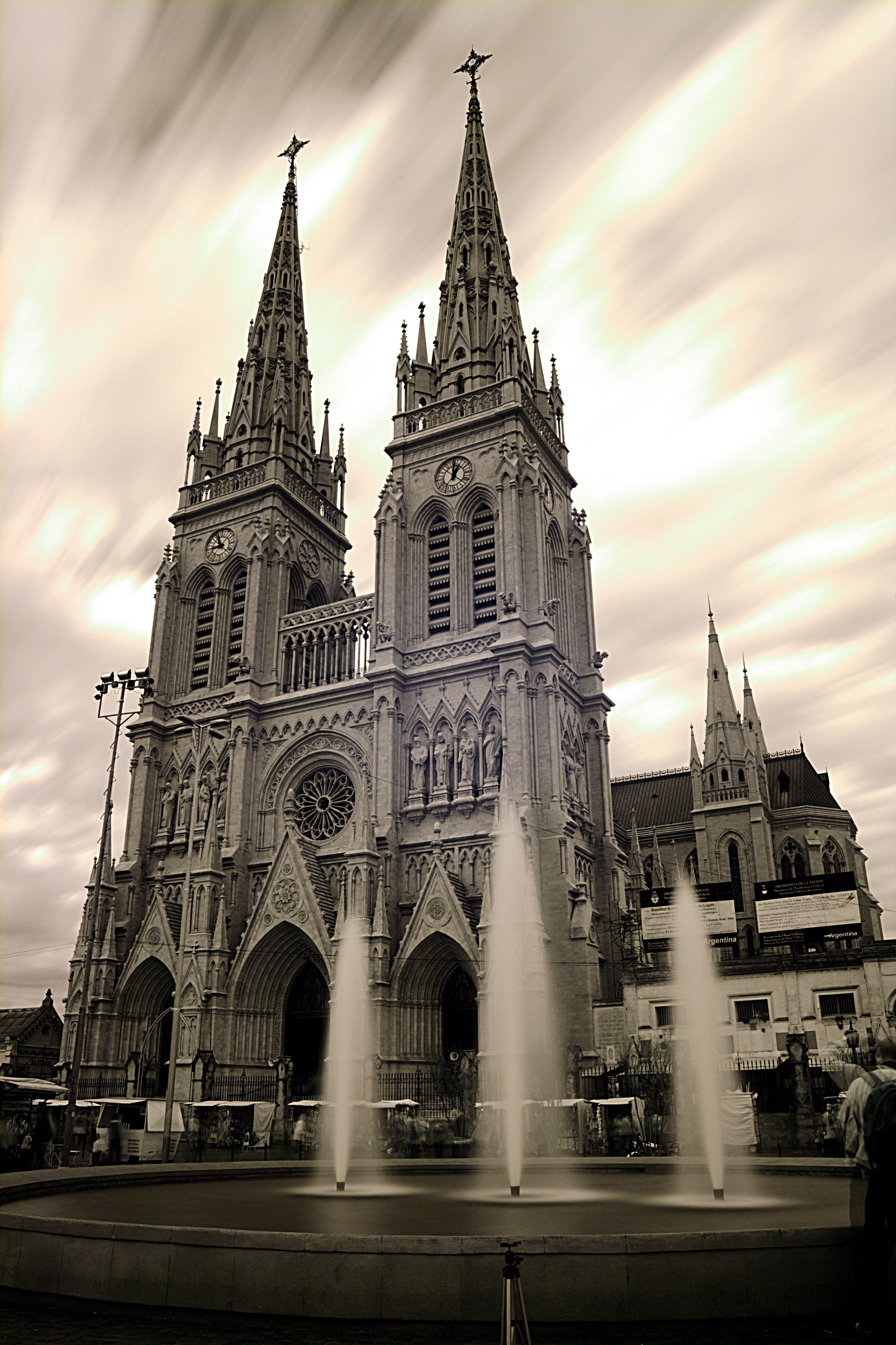
Basílica de Nuestra Señora de Luján. Allí, Eduardo Pironio fue ordenado presbítero y consagrado obispo. Hoy, la basílica guarda los restos del prelado argentino.

Falleció el 5 de febrero de 1998, en Ciudad del Vaticano (en Roma), a causa de un cáncer óseo muy doloroso, que lo mantuvo postrado los últimos cinco meses de su vida, pero que lo había afectado durante años. Con una llamativa entereza ante el sufrimiento, permaneció lúcido hasta el final. 
Juan Pablo II dijo en sus funerales en la basílica de San Pedro, el 7 de febrero de 1998: "Fue un testigo de la fe valiente que sabe confiar en Dios". Debido a su posición e influencia en la Santa Sede, a la orientación que brindó a varias Congregaciones de la Curia Romana, a su enorme prestigio ―tanto en la Santa Sede como en la Argentina―, a su labor con los jóvenes de todo el mundo (fue gran impulsor de las primeras versiones de la Jornada Mundial de la Juventud) y a su presunta proximidad a la sucesión de Pablo VI y Juan Pablo I, algunos medios lo consideraron al momento de su muerte «el eclesiástico argentino más encumbrado de la Historia».
Sus restos fueron repatriados a la Argentina y descansan en la Basílica de Nuestra Señora de Luján, junto al altar del Sagrado Corazón de Jesús. 

## Beatificación
El 23 de junio de 2006, fue declarado «siervo de Dios» por el papa Benedicto XVI.
Beatriz Buzzetti Thomson, vicepostuladora de la causa de beatificación de Pironio, procedió desde 2008 a la investigación de la curación completa de Juan Manuel Franco, un niño de 15 meses que habría salvado su vida sin secuela alguna luego de una intoxicación con purpurina.
El 18 de febrero de 2022, el papa Francisco autorizó la publicación del decreto de la Congregación para las Causas de los Santos que reconoció la heroicidad de sus virtudes, por lo que la Iglesia lo considera «venerable».
La comisión médica del Dicasterio para las Causas de los Santos consideró que esa curación escapa al orden de las causas naturales. El 8 de noviembre de 2023, Francisco aprobó el milagro atribuido a su intercesión, autorizando su beatificación.
El 16 de diciembre de 2023, fue beatificado en Luján. La ceremonia, se celebró en la plaza General Belgrano, frente a la  Basílica de Nuestra Señora de Luján, por el cardenal Fernando Vérgez Alzaga  —su secretario en vida—, delegado del papa Francisco. También se estableció que su fiesta litúrgica sea el 4 de febrero.

## Obras publicadas
- Iglesia-Pueblo de Dios. Bogotá: Ed. Paulinas, 1970
- Escritos pastorales. Madrid: BAC, 1973
- Meditaciones para Semana Santa: la luz, el agua, el pan. Buenos Aires: Editora Patria Grande, 1974.
- El Hombre Nuevo en América latina. Buenos Aires: Editora Patria Grande, 1974.
- Preparando la Pascua. Buenos Aires: Editora Patria Grande, 1975
- La Iglesia en América latina: escritos pastorales marplatenses I. Buenos Aires: Editora Patria Grande, 1976
- En el Espíritu de Medellín: escritos pastorales marplatenses II. Buenos Aires: Editora Patria Grande,1976
- Tiempo de esperanza: escritos pastorales marplatenses III. Buenos Aires: Editora Patria Grande, 1976
- Alegría Cristiana: escritos pastorales marplatenses IV. Buenos Aires: Editora Patria Grande, 1976
- Pascua de la Reconciliación. Buenos Aires: Editora Patria Grande, 1976
- Evangelización y Liberación. Buenos Aires: Editora Patria Grande, 1976
- Meditación para tiempos difíciles. Buenos Aires: Editora Patria Grande, 1976 y 2004
- Los jóvenes y la vida religiosa. Madrid: Instituto Teológico de Vida Religiosa, 1976
- Vida Consagrada. Buenos Aires: Editora Patria Grande, 1977
- Alegres en la Esperanza. Madrid: Ed. Paulinas, 1978
- Responsabilidades eclesiales y sociales de los religiosos. Madrid: Instituto Teológico de Vida Religiosa, 1978
- Meditaçoes para tempos difíceis. Sāo Paulo: Ed. Loyola, 1979
- Meditaçoes para a Semana Santa. Sāo Paulo: Ed. Loyola, 1979
- Alegria Cristā. Sāo Paulo: Ed. Loyola, 1979
- Evangelizaçao e Libertaçao. Sāo Paulo: Ed. Loyola, 1979
- Vida Consagrada. Sāo Paulo: Ed. Loyola, 1979
- O Homen Novo na América latina. Sāo Paulo: Ed. Loyola, 1979
- Religiosos en una sociedad laica. Madrid: Instituto Teológico de Vida Religiosa, 1979
- María y los pobres. Buenos Aires: Editora Patria Grande, 1980
- Pobreza y Esperanza en María. Madrid: Narcea Ediciones, 1980
- María y la vida religiosa. Buenos Aires: CAR, 1980
- Queremos ver a Jesús. Madrid: BAC, 1980
- De Pablo VI a Juan Pablo II. Buenos Aires: Editora Patria Grande, 1981
- Preparing for Easter. Boston: Daughters of St. Paul, 1982
- Consagrados en la Iglesia. Madrid: Instituto Teológico de Vida Religiosa, 1984
- Un camino de esperanza con María. Madrid: Instituto Teológico de Vida Religiosa, 1984
- El Padre nos espera. Madrid: Instituto Teológico de Vida Religiosa, 1985
- Diálogo con laicos. Buenos Aires: Editora Patria Grande, 1986
- La humilde servidora del Señor. Madrid: Instituto Teológico de Vida Religiosa, 1986
- María en la vida religiosa: compromiso y fidelidad. Madrid: Instituto Teológico de Vida Religiosa, 1986
- Reflexiones sobre la vida religiosa. Madrid: Instituto Teológico de Vida Religiosa, 1987
- Señor, enséñanos a orar: Oraciones a María. Madrid: Instituto Teológico de Vida Religiosa, 1987
- Algo nuevo está naciendo ¿no lo notáis?. Madrid: EDICE, 1991
- Guiados por el Espíritu. Madrid: Ediciones Claretianas, 1991
- Los evangelizadores, obispos, sacerdotes, diáconos, religiosos, religiosas y laicos. Ciudad de Vaticano: Editrice vaticana, 1996
- Cristo entre nosotros. Madrid: PPC, 1998
- Al servicio del Evangelio. Madrid: PPC, 1999
- Jóvenes amigos míos. Madrid: BAC, 1999